# Kostel svatého Jakuba (Bochov)
Kostel svatého Jakuba , stojící osamoceně v polích jihozápadně od Bochova na Karlovarsku, pochází již z konce 13. století. Tehdy se kolem něj rozkládala středověká ves Krašnov (Krassnow). Původně gotický a pozdně barokně přestavěný kostel chráněn jako kulturní památka.
Kostel je obklopen skupinou památných stromů Jakobovy lípy.
Kostel je v soukromém vlastnictví. Majitel jej opravuje a plánuje jeho využití k rekreaci.

## Historie
První zmínka o krašnovském kostele pochází z roku 1356. Počátkem 14. století bylo nedaleko založeno nové hornické městečko Bochov, do kterého se obyvatelé Krašnova postupně přestěhovali. Když byl zřejmě na začátku 15. století v Bochově postaven nový farní kostel sv. Michaela Archanděla, sv. Jakub se stal kostelem filiálním a Krašnov pak postupně zanikl.
Kostel stál tedy již osamoceně, když byl v letech 1768–1774 pozdně barokně přestavěn. Ve 2. polovině 19. století ještě získal novou vnitřní dlažbu. V lednu 1918 byly jeho dva zvony zrekvírovány pro válečné účely.
Po vysídlení Němců kostel krátce využívala pravoslavná církev, brzy byl však opuštěn a chátral. Vnitřní zařízení bylo rozkradeno nebo zničeno, dřevěné součásti včetně kruchty a kazatelny byly použity jako palivo. Střecha a stropní klenby se částečně propadly do prázdného interiéru, dovnitř začalo zatékat.
Zdevastovaný kostel koupil podnikatel Milan Laštůvka. V prosinci 2007 byl proveden archeologický průzkum interiéru kostela, o rok později dostal kostel provizorní lepenkovou střechu. Byly opraveny nebo vyměněny krovy. Střecha lodi byla později pokryta starší krytinou, nově oplechována byla zvonička.